# 10364 Tainai
10364 Tainai eller 1994 VR1 är en asteroid i huvudbältet som upptäcktes den 3 november 1994 av den japanska astronomen Takao Kobayashi vid Ōizumi-observatoriet. Den är uppkallad efter kulen Tainai-Daira i japan.
Asteroiden har en diameter på ungefär 3 kilometer.